# Тиаго Мендеш
Тиаго Кардосо Мендеш  (на португалски: Tiago Cardoso Mendes), известен само като Тиаго, е португалски футболист, играещ за Атлетико Мадрид и националния отбор на Португалия. Най-често играе като централен полузащитник, справящ се отлично и в защита, и в атака, но също така бива използван и като плеймейкър или опорен полузащитник.

## Клубна кариера

### Спортинг Брага
Тиаго започва професионалната си кариера в Брага през сезон 1999/2000 в дублиращия тим. През следващия сезон става част от първия тим, като спомага за завършването на Брага на 4-то място, даващо им право за участие в Купата на УЕФА.
Благодарение на отличнито представяне Тиаго и още двама негови съотборници от Брага преминават в португалския гигант Бенфика през декември 2001. През сезон 2002/03 Тиаго играе отлично, като завършва на второ място с Бенфика, отбелязвайки 13 шампионатни гола. През следващия сезон има главна роля в попречването на Порто да запише исторически требъл, като печели Таша де Португал с отбора на Бенфика.

### Челси
Подписва с Челси на 20 юли 2004 г., като трансферът е на стойност 15 млн. евро, ставайки шестото ново попълнение на Жозе Моуриньо. Дебютът му е на 24 август срещу Кристъл Палас. Мендеш бързо става важна част от отбора, изигравайки 51 мача и вкарвайки 4 гола за Челси във всички състезания, печелейки Висшата лига и Карлинг Къп.
Въпреки отличния сезон, след привличането на Микаел Есиен през 2005, Тиаго преминава в Олимпик Лион през август 2005, за 10,1 млн. евро, сключвайки 4-годишен договор. По-късно в интервю Моуриньо заявява, че продажбата на Тиаго в Лион е била „голяма грешка“.

### Олимпик Лион
В Олимпик обикновено е разположен в дефанзивна роля, партнирайки си в халфовата линия с Маамаду Диара, Жуниньо и Флоран Малуда, като прави страхотен сезон, отбелязвайки 7 гола в 37 мача, а най-добрата му изява през сезона е срещу ПСВ, отбелязвайки 2 гола.
След преминаването на Диара в Реал Мадрид през следващия сезон, Тиаго получава по-голяма отговорност в средата на терена, партнирайки си с Жереми Тулалан.
С Лион 2 пъти е шампион на Франция и веднъж печели Трофея на шампионите.

### Ювентус
На 21 юни 2007 г. преминава в Ювентус за 13 млн. евро. Представянето му през първия сезон с Юве е широко критикувано, поради което Старата госпожа се съгласява да го преотстъпи в Евертън, но той не се споразумява за личните условия поради желанието си да остане и да се докаже.

### Атлетико Мадрид
На 8 януари 2010 преминава за половин сезон под наем в Атлетико Мадрид, като след края на контракта двата клуба се споразумяват за отдаването му под наем за още един сезон. С „дюшекчиите“ става шампион на Испания и играе финал в Шампионска лига.

## Национален отбор
След стабилното представяне на Тиаго в младежките формации на Португалия и на клубно ниво е повикан в националния отбор, дебютирайки в приятелска срещу Шотландия през ноември 2002.
С представителния отбор на Португалия участва в Евро 2004, СП 2006 и СП 2010.